# 嘉義縣民雄鄉秀林國民小學
嘉義縣民雄鄉秀林國民小學位於嘉義縣民雄鄉北斗村北勢仔17號，國小最初的地址在秀林村。1948年（民國37年）由於學校重建，因此當時的鄉長便將國小遷校至鄰近人口較多的北斗村。

## 學校規模
國小共有14班，加上幼稚園共16班，學生數370人，教職員工30人。

## 校內設施
- 雨撲滿

秀林國小設置雨水貯留系統，將雨水利用排水管道收集到集水桶中可作為澆花、種菜、清洗時使用，可有效減少水資源的浪費，達到水資源循環再利用效果，同時也提升居民環保愛資源的觀念，共同愛護我們的天然水資源。
- 小小菜園

在國小內有規劃一塊空地讓同學們親自去栽培作物，幾乎是以香料為主，其中包括九層塔，蘆薈等等，除了培養小學生的責任感與耐心之外，等到可以收成的當天也能獲得滿滿的成就感與喜悅，雖然看起來只是一塊不起眼，隨處可見的土地，其實裡面卻包含了重大的意義與對學生的期許。